# Saison 1970-1971 du Bayern Munich
Chronologie
Saison précédente Saison suivante
La saison 1970-1971 est la 6e saison du Bayern Munich consécutive en Bundesliga.

## Transferts

### Transferts estivaux
| Nom                 | Nationalité | Poste     | Transfert | Provenance/Destination  | Division          |
| ------------------- | ----------- | --------- | --------- | ----------------------- | ----------------- |
| Arrivées            |             |           |           |                         |                   |
| Erich Maas          | Allemagne   | Attaquant |           | Eintracht Brunswick     | Bundesliga        |
| Johnny Hansen       | Danemark    | Défenseur |           | FC Nuremberg            | Regionalliga Sud  |
| Rainer Zobel        | Allemagne   | Milieu    |           | Hanovre 96              | Bundesliga        |
| Uli Hoeness         | Allemagne   | Attaquant |           | SSV Ulm 1846            | -                 |
| Jürgen Ey           | Allemagne   | Attaquant |           | VfL Osnabrück           | Regionalliga Nord |
| Edgar Schneider     | Allemagne   | Attaquant |           | VfR Pforzheim           | -                 |
| Paul Breitner       | Allemagne   | Milieu    |           | Bayern Munich U19       | -                 |
| Départs             |             |           |           |                         |                   |
| Helmut Schmidt      | Allemagne   | Milieu    |           | Kickers Offenbach       | Bundesliga        |
| Peter Stegmann      | Allemagne   | Milieu    |           |                         |                   |
| Benno Zellermayer   | Allemagne   | Défenseur |           |                         |                   |
| Wolfgang Gierlinger | Allemagne   | Milieu    |           | FC Wacker Munich        | Regionalliga Sud  |
| Klaus Klein         | Allemagne   | Milieu    |           | SSV Jahn Ratisbonne     | Regionalliga Sud  |
| Werner Olk          | Allemagne   | Défenseur |           | FC Aarau                | Ligue nationale B |
| Rainer Ohlhauser    | Allemagne   | Attaquant |           | Grasshopper Club Zurich | Ligue nationale   |
| August Starek       | Autriche    | Milieu    |           | Rapid Vienne            | Bundesliga        |
| Helmut Nerlinger    | Allemagne   | Défenseur |           | Kickers Offenbach       | Bundesliga        |
| Günther Michl       | Allemagne   | Attaquant |           | FC Nuremberg            | Regionalliga Sud  |

### Transferts hivernaux
| Nom        | Nationalité | Poste     | Transfert | Provenance/Destination | Division           |
| ---------- | ----------- | --------- | --------- | ---------------------- | ------------------ |
| Arrivées   |             |           |           |                        |                    |
| Départs    |             |           |           |                        |                    |
| Erich Maas | Allemagne   | Attaquant |           | FC Nantes              | Division Nationale |

## Compétitions
| Bundesliga         | Coupe d'Allemagne                  | Coupe des villes de foires                       |
| ------------------ | ---------------------------------- | ------------------------------------------------ |
| Deuxième 50 points | Vainqueur face au FC Cologne (2-1) | Quarts de finale face au Liverpool FC (3-0, 1-1) |
| 19V 10N 5D         | 5V 2N 0D                           | 4V 2N 2D                                         |
| TOTAL: 28V 14N 7D  |                                    |                                                  |

### Championnat

#### Évolution du classement et des résultats
| Journée  | 1   | 2  | 3  | 4  | 5  | 6  | 7  | 8  | 9  | 10 | 11 | 12 | 13 | 14  | 15  | 16  | 17  | 18  | 19 | 20 | 21 | 22 | 23 | 24 | 25 | 26 | 27 | 28 | 29 | 30 | 31 | 32 | 33  | 34 | Journées en tête |
| -------- | --- | -- | -- | -- | -- | -- | -- | -- | -- | -- | -- | -- | -- | --- | --- | --- | --- | --- | -- | -- | -- | -- | -- | -- | -- | -- | -- | -- | -- | -- | -- | -- | --- | -- | ---------------- |
| Résultat | N   | V  | N  | N  | V  | N  | V  | V  | D  | V  | N  | V  | V  | V   | V   | N   | V   | V   | N  | N  | D  | V  | D  | V  | N  | V  | D  | N  | V  | V  | V  | V  | V   | D  | —                |
| Rang     | 10e | 7e | 9e | 8e | 5e | 6e | 3e | 2e | 3e | 2e | 2e | 2e | 2e | 1er | 1er | 1er | 1er | 1er | 2e | 2e | 2e | 2e | 2e | 2e | 2e | 2e | 2e | 2e | 2e | 2e | 2e | 2e | 1er | 2e | 6                |

## Joueurs et encadrement technique

### Effectif professionnel
En grisé, les sélections de joueurs internationaux chez les jeunes mais n'ayant jamais été appelés aux échelons supérieur une fois l'âge limite dépassé.

## Statistiques

### Statistiques collectives
| Compétition                | Débute au tour | Termine         | Matches joués | Gagnés | Nuls | Perdus | Buts pour | Buts contre | Différence |
| -------------------------- | -------------- | --------------- | ------------- | ------ | ---- | ------ | --------- | ----------- | ---------- |
| Bundesliga                 | -              | Deuxième        | 34            | 19     | 10   | 5      | 74        | 36          | +38        |
| Coupe d'Allemagne          | 1er Tour       | Vainqueur       | 7             | 5      | 2    | 0      | 18        | 4           | +14        |
| Coupe des villes de foires | 1er Tour       | Quart de finale | 8             | 4      | 2    | 2      | 15        | 10          | +5         |
| Total                      | -              | -               | 49            | 28     | 14   | 7      | 107       | 50          | +57        |

### Statistiques individuelles
(Mis à jour le )
| Numéro | Nat. | Nom | Championnat | Championnat | Championnat    | Championnat | Championnat  | Ligue Europa | Ligue Europa | Ligue Europa   | Ligue Europa | Ligue Europa | Coupe d'Allemagne | Coupe d'Allemagne | Coupe d'Allemagne | Coupe d'Allemagne | Coupe d'Allemagne | Total | Total       | Total          | Total  | Total        |
| Numéro | Nat. | Nom | M.j.        | But inscrit | Passe décisive | Averti      | Carton rouge | M.j.         | But inscrit  | Passe décisive | Averti       | Carton rouge | M.j.              | But inscrit       | Passe décisive    | Averti            | Carton rouge      | M.j.  | But inscrit | Passe décisive | Averti | Carton rouge |
| ------ | ---- | --- | ----------- | ----------- | -------------- | ----------- | ------------ | ------------ | ------------ | -------------- | ------------ | ------------ | ----------------- | ----------------- | ----------------- | ----------------- | ----------------- | ----- | ----------- | -------------- | ------ | ------------ |
|        |      |     | 0           | 0           | 0              | 0           | 0            | 0            | 0            | 0              | 0            | 0            | 0                 | 0                 | 0                 | 0                 | 0                 | 0     | 0           | 0              | 0      | 0            |